# Oda Nobuyuki
Oda Nobuyuki est un nom japonais traditionnel ; le nom de famille (ou le nom d'école), Oda, précède donc le prénom (ou le nom d'artiste).
Oda Nobuyuki (織田 信行, 1536-22 novembre 1557) est le fils d'Oda Nobuhide et le frère cadet d'Oda Nobunaga qui vivent au cours de la période Sengoku du Japon.
Nobuyuki conspire en 1556 contre son frère Nobunaga avec Hayashi Hidesada et Shibata Katsuie. Le château de Suemori occupé par Nobuyuki est détruit par Ikeda Nobuteru. Les conspirateurs sont épargnés, mais Nobuyuki se révolte à nouveau, et est tué.

## Famille
- Père : Oda Nobuhide (1510-1551)
- Mère : Tsuchida Gozen (d. 1594)
- Frères :
  - Oda Nobuhiro (d. 1574)
  - Oda Nobunaga (1534-1582)
  - Oda Nagamasu (1548-1622)
  - Oda Nobukane (1548-1614)
  - Oda Nobuharu (1549-1570)
  - Oda Nobutoki (d. 1556)
  - Oda Nobuoki
  - Oda Hidetaka
  - Oda Hidenari
  - Oda Nobuteru
  - Oda Nagatoshi
- Sœurs :
  - Oichi (1547-1583)
  - Oinu
- Fils : Tsuda Nobusumi (1555-1583)

## Source de la traduction
- (en) Cet article est partiellement ou en totalité issu de l’article de Wikipédia en anglais intitulé « Oda Nobuyuki » (voir la liste des auteurs).